# Essex & Suffolk Border Football League
Essex & Suffolk Border Football League är en engelsk fotbollsliga baserad runt Doncaster. Den har två ordinarie divisioner och två reservdivisioner. Toppdivisionen Premier Division ligger på nivå 11 i det engelska ligasystemet. Vinnaren av Premier Division kan ansöka om uppflyttning till Eastern Counties Football League.
Tidigare fanns en tredje och fjärde division, men de lades ned 2005/06 och 2007/08.

## Mästare sedan 2002
| Säsong  | Premier Division        | Division One                     | Division Two               | Division Three           |
| ------- | ----------------------- | -------------------------------- | -------------------------- | ------------------------ |
| 2001-02 | AFC Sudbury Reserves    | Stanway Rovers FC Reserves       | Whitton United FC Reserves | Weeley Athletic Reserves |
| 2002-03 | Rowhedge                | Alresford Colne Rangers          | Bury Town FC Reserves      | Bradfield Rovers         |
| 2003-04 | Little Oakley           | Bury Town FC Reserves            | Hatfield Peverel           | Witham Town FC Reserves  |
| 2004-05 | Gas Recreation          | Hatfield Peverel                 | Witham Town FC Reserves    | Gosfield United          |
| 2005-06 | Gas Recreation          | Witham Town reserves             | Brightlingsea Regent       |                          |
| 2006-07 | Gas Recreation          | West Suffolk College             | Great Bradfords            |                          |
| 2007-08 | Gas Recreation          | White Notley                     |                            |                          |
| 2008-09 | West Bergholt           | Holland                          |                            |                          |
| 2009-10 | Gas Recreation          | Wormingford Wanderers            |                            |                          |
| 2010–11 | Brightlingsea Regent FC | Lawford Lads                     |                            |                          |
| 2011–12 | West Bergholt           | Haverhill Sports Association     |                            |                          |
| 2012–13 | Gas Recreation          | Tollesbury                       |                            |                          |
| 2013–14 | Gas Recreation          | Alresford Colne Rangers Reserves |                            |                          |

### Webbkällor
Engelska Wikipedia och ligans webbplats